# Claus Hesselberg
Claus Hesselberg (født 25. maj 1948, død 4. august 2014) var en dansk filmkritiker. Claus Hesselberg gik på Bagsværd Kostskole og Gymnasium og blev filmkritiker, PR-medarbejder, biografdirektør med meget mere i det danske filmmiljø. Fra 23. maj 1981 til sin død gift med sangerinden Anette Blegvad.

## Filmografi
- Mazurka på sengekanten (1970)
- Kære Irene (1971)
- Rektor på sengekanten (1972)
- Sådan er jeg osse (1980)
- De flyvende djævle (1985)
- Den kroniske uskyld (1985)